# Отбрасывание (внешнеполитическая концепция)
Откат назад, отбрасывание или оттеснение (англ. rollback) — концепция американской внешней политики, нацеленная на предотвращение нежелательных для США политических изменений в той или иной стране или государстве. Активно применялась в холодной войне против СССР и его союзников.
Политика «отката» впервые была задействована США на начальных этапах холодной войны с формированием вокруг Союза ССР системы стран социализма. На практике она представляла собой окружение советского блока сетью военных баз, а также финансирование и пропагандистское обеспечение антисоветски настроенной оппозиции, подрывных элементов в государствах и странах, попавших в сферу влияния СССР — в частности, в Восточной Европе. А. Д. Богатуров пишет:
Поскольку СССР уклоняется от конфликта, то выдвигая американское присутствие к рубежам зоны советских интересов, можно побудить Москву «отойти вглубь». На эту посылку опиралась доктрина «отбрасывания» (roll-back) коммунизма, которой пыталась обогатить американскую политику новая администрация [Эйзенхауэра]. Сочетание наступательности и внимания США к восточно-азиатским делам привело к тому, что начиная с 50-х годов проблематика мировой периферии стала превращаться в основной источник советско-американских противоречий.
После «официального» объявления холодной войны (1946 год) США начали оказывать всестороннюю поддержку антикоммунистическим силам: в Албании в 1948 году, в Греции в 1947—1949 годах. С расширением театра холодной войны политика «отката» распространилась на страны «Третьего мира»: попытка переворота на Кубе в 1961 году. Наиболее широкое применение она нашла в 1980-е годы, в первую очередь в Афганистане. Через спецслужбы Пакистана США активно снабжали сражающихся против советских войск душманов, переправляя им деньги и оружие.